# 奉聖州
奉圣州，辽朝时设置的州。
原为唐朝的新州，后唐庄宗以其弟李存矩为当地团练使，后来军队哗变杀死李存矩，拥立大将卢文进降辽。但庄宗又派李嗣源夺回此地，并于同光二年升为威塞军。石敬瑭割让燕云十六州于辽，新州亦为其中之一。
辽太宗天显十一年（936年），改威塞军设置奉圣州，属于西京道，治所在永兴县（今河北省涿鹿县）。下辖今河北省涿鹿县、宣化县、怀来县和内蒙古兴和县以北，河北沽源县、北京市延庆县以西，内蒙古商都县、察哈尔右翼前旗以东，镶黄旗、正蓝旗、多伦县以南的广大地区。
金朝大安元年（1209年）升德兴府。元朝至元三年（1266年）改回奉圣州，属于宣德府，只辖涿鹿县、怀来县、延庆县。元顺帝至元四年（1338年），因为地震奉圣州改为保安州。

## 历任奉圣州武定军节度使
- 杨衮（954年）
- 耿崇美（973年）
- 郭袭（981年—982年）
- 刘景（984年—985年）
- 蒲打里（986年）
- 韩德冲（991年—995年）
- 萧绍宗（1024年）
- 张俭（1025年）
- 耶律晨（1025年—1026年）
- 耶律汉古（1026年）
- 耶律信宁（1031年）
- 刘五常（1038年）
- 耶律弘古（1044年）
- 杨信（1046年）
- 杜防（1047年—1048年）
- 韩知白（1050年—1051年）
- 萧虚烈（1055年）
- 耶律涅鲁古（1058年）
- 谢家奴（1059年）
- 耶律仙童（1062年）
- 姚景行（1065年—1066年）
- 萧朮者（1066年—1067年）
- 赵徽（1072年—1075年）
- 柴德滋（1075年—1076年）
- 耶律仁杰（1080年—1081年）
- 窦景庸（1090年—1091年）
- 梁援（1096年—1097年）
- 萧乙薛（1115年—1116年）